# Данкан, Тим
Тимоти (Тим) Теодор Да́нкан (англ. Timothy (Tim) Theodore Duncan; род. 25 апреля 1976, Кристианстед, Санта-Крус, Американские Виргинские острова) — американский баскетболист, на протяжении 19 лет выступавший за клуб НБА «Сан-Антонио Спёрс». 5-кратный чемпион НБА (1999, 2003, 2005, 2007 и 2014), 2-кратный MVP сезона в лиге (2002, 2003), 3-кратный MVP финалов НБА (1999, 2003, 2005). Бронзовый призёр Олимпийских игр 2004 года, чемпион Универсиады 1995 года, чемпион Америки 1999 и 2003 годов. Капитан команды, единственный игрок в истории НБА, который за первые 13 сезонов включался одновременно в сборную всех звёзд НБА и сборную всех звёзд защиты НБА.
Данкан начинал заниматься плаванием, но после того, как в результате урагана Хьюго был разрушен единственный на Сен-Круа плавательный бассейн олимпийских стандартов, Тим стал заниматься баскетболом. Вскоре он становится лидером команды старшей епископальной школы Святого Данстэна. Его спортивная карьера в Университете Уэйк-Форест за местную команду «Димон Диконс» прошла очень удачно: были завоёваны приз Нейсмита лучшему игроку года среди студентов, приз имени Оскара Робертсона и приз имени Джона Вудена. Выбранный на драфте НБА 1997 года под первым номером Данкан со временем стал лидером команды «Сан-Антонио Спёрс» и привёл её к победе в чемпионатах НБА в 1999, 2003, 2005, 2007 и 2014 годах. Всё это позволяет баскетбольным экспертам считать Данкана одним из величайших игроков, выступавших на позиции тяжёлого форварда за всю историю НБА. В составе «Сан-Антонио Спёрс» являлся участником и лидером «большого трио». Член Зала славы баскетбола с 2020 года.

## Биография

### Ранние годы
Тим — единственный сын Айони и Уильяма Данканов, акушерки и каменщика соответственно. Вместе с родителями и старшими сёстрами Черил и Тришей он жил в Кристианстеде, городе на острове Санта-Крус, одном из главных островов, входящих в состав государства Американских Виргинских островов. В школе Данкан был прилежным учеником и мечтал стать пловцом как его сестра Триша. Его родители были только за, и Тим начал заниматься плаванием. Он выделялся на фоне сверстников и становился победителем на многих дистанциях вольным стилем. Имея неплохие результаты, юноша поставил перед собой задачу участия в летних Олимпийских играх 1992 года в Барселоне в составе сборной США.
Но после того, как в 1989 году в результате урагана Хьюго был разрушен единственный на островах 50-метровый бассейн, Данкану пришлось плавать в открытом океане. Это быстро отбило у него желание заниматься плаванием, так как Тим очень боялся акул. Вскоре, незадолго до своего 14-летия, Данкана хватил ещё один эмоциональный удар: у его матери обнаружили рак молочной железы, в результате которого она впоследствии и скончалась. Ещё при жизни мать взяла с Тима и дочерей обещание окончить колледж и получить диплом. Позднее это объясняет его нежелание покидать колледж раньше выпуска. Данкан больше никогда не участвовал в соревнованиях по плаванию и по наставлению своего шурина решил заниматься баскетболом.
Первоначально у Данкана были большие проблемы по адаптации в новом для себя виде спорта. Нэнси Помрай, спортивный директор школы на Сен-Круа, говорил: «Данкан был огромным. Таким большим и высоким, но ужасно неуклюжим в то время». Тим преодолел свои проблемы за время учёбы в епископальной школе Святого Данстэна и на последнем году обучения, играя за местную команду, набирал в среднем 25 очков за матч. Его игра привлекла внимание сразу нескольких университетов. В частности, у тренера баскетбольной команды Университета Уэйк-Форест Дейва Одома возрос интерес к игроку после того, как 16-летний Данкан сыграл на равных со звездой НБА Алонзо Моурнингом в игре 5-на-5. Одом искал высокого, физически сильного игрока для игры под кольцом. Тренер поначалу вёл себя осторожно с игроком, особенно во время первой их встречи, во время которой Данкан безучастно реагировал на большую часть из сказанного Одомом. Наставник считал, что у Данкана слабый уровень баскетбольной подготовки, полученной на Виргинских островах. Тем не менее, после первого разговора с Данканом, Одом понял, что это такая манера игрока привлечения внимания, а также обнаружил, что Данкан не только физически одарён, но также легко обучаем. В итоге, несмотря на предложения Хартфордского университета, Делавэрского университета, а также колледжа Провиденса, Данкан выбрал Университет Уэйк-Форест и местную команду, тренируемую Одомом, «Димон Диконс».

### Университет Уэйк-Форест
Несмотря на игровые проблемы (так, в первой игре за колледж Тим не набрал ни одного очка), в своём стартовом сезоне Данкан вместе со своим партнёром Рэндольфом Чилдрессом становятся лидерами «Диконс», и команда заканчивает сезон с показателями побед-поражений 20-11. В то время стиль игры Данкана был прост, но эффективен: комбинируя множество лоу-постов, бросков от щита со средней дистанции, а также используя жёсткую защиту, центровой набирал достаточно много очков. В 1994 году Тима взяли в состав сборной США для участия на играх доброй воли. Тем временем, Данкан усердно работал над учёной степенью по психологии, а также посещал занятия по антропологии и китайской литературе. За Данканом вскоре закрепилась устойчивая репутация спокойного и уравновешенного игрока, и фанаты команд-соперниц по чемпионату стали язвительно называть его «Мистер Спок» по имени героя популярного сериала «Звёздный путь».
В сезоне 1994—1995 второгодку стали называть одним из самых интересных проспектов для НБА наравне с такими игроками, как Джо Смит, Рашид Уоллес и Джерри Стэкхауз. Генеральный менеджер «Лос-Анджелес Лейкерс» Джерри Уэст считал, что Данкан может стать одним из лучших выборов на драфте НБА 1995 года, если покинет колледж раньше времени. Но Данкан заверил всех, что не пойдёт в профессионалы до тех пор, пока не получит диплом, даже несмотря на планы НБА по увеличению потолка зарплат для новичков. Игрок не мог считать себя богатым, но, тем не менее, решил продолжить своё обучение. В том сезоне Данкан привёл «Димон Диконс» к финальной игре в конференции Атлантического побережья против ведомых Рашидом Уоллесом «Смоляных каблуков» из Университета Северной Каролины. В этой игре Данкан полностью нейтрализовал Уоллеса, а Чилдресс оформил победу своим броском за четыре секунды до окончания овертайма. На турнире NCAA «Димон Диконс» добрались до 16 лучших команд всего студенческого баскетбола, и следующей их игрой стала встреча с командой из Университета Оклахомы. В той игре Данкан набрал 12 очков, собрал 22 подбора и добавил к этому 8 блок-шотов, но его команда всё равно уступила 71-66. Тем не менее, Данкан закончил сезон с показателями 16,8 очков и 12,5 подборов в среднем за игру, получил приз «Лучший защищающийся игрок года» и стал третьим в истории NCAA блокирующим с показателем 3,98 блок-шота в среднем за игру. Также его выбрали в команду всех звёзд конференции Атлантического побережья в том году, что Данкан с успехом повторит и в двух последующих сезонах.
В следующем сезоне NCAA 1995—1996 Университет Уэйк-Форест потерял Чилдресса, который решил попробовать свои силы в НБА. Это предоставило Данкану великолепную возможность продемонстрировать свои лидерские качества, а его неопытная команда проиграла всего лишь четыре игры за весь сезон в конференции Атлантического побережья. «Димон Диконс» снова выиграли финал своей конференции, но во время турнира лучших 16 команд NCAA Данкан заболел гриппом, и команда остановилось лишь в одной победе от финальной четвёрки, четырёх сильнейших команд турнира. Данкан завершил очередной выдающийся сезон с 19,1 очками и 12,3 подборами в среднем за игру и снова был выбран лучшим защищающимся игроком года и лучшим игроком конференции. По окончании сезона звезда Университета Уэйк-Форест снова оказалась в центре слухов на предстоящем драфте НБА, но в конце концов Данкан решил остаться в колледже.
В сезоне 1996—1997 Данкану пришла помощь в лице будущего игрока НБА Лорена Вудса, игрока с ростом 216 см. Это ослабило давление на Данкана под кольцом. «Дикэнс» выиграли первые 13 игр в сезоне, но затем случился затяжной спад, и команда потеряла все надежды на победу в конференции. Погоня за титулом чемпиона NCAA завершилась после поражения со счётом 72-66 от команды Стэнфордского университета, ведомой будущим разыгрывающим клубов НБА Брейвином Найтом. Невзирая на это, Данкан провёл великолепный сезон, набирая в среднем 20,8 очков, 14,7 подборов и 3,2 передачи за матч при 60,6 % точных попаданий с игры. Данкан выиграл приз «Лучшего защищающегося игрока» в рекордный третий раз подряд. Кроме того, Данкан был выбран в символическую сборную звёзд студенческого чемпионата во второй раз, единодушно признан лучшим игроком по версии баскетбольных журналистов, а также завоевал приз Нейсмита лучшему игроку года среди студентов. В сезоне 1996—1997 Тим лидировал в I дивизионе NCAA по подборам, был десятым по блок-шотам (3,3 в среднем за игру) и 28-м по набранным очкам (20,8 в среднем за игру). Игрок снова получил награду лучшего игрока своей конференции и в 1997 году получил приз имени Джона Вудена как лучший игрок всего чемпионата NCAA по мнению спортивных комментаторов и репортёров.
В отличие от многих других звёзд НБА — Кевина Гарнетта, Джермейна О’Нила, Трэйси Макгрэди или Коби Брайанта, которые заиграли в НБА сразу после школы, минуя колледж, — Данкан остался в колледже на все 4 года обучения. В течение этого периода он завоевал две награды лучшего игрока конференции Атлантического побережья и три приза лучшего защищающегося игрока. Также центровой выиграл с командой три чемпионата своей конференции с 1995 по 1997 годы и был выбран в команду всех звёзд за этот период. В 1996 году был назван самым ценным игроком конференции. Кроме того, в 1996 году Данкан лидировал в конференции по очкам, подборам, проценту попаданий с игры и блок-шотам, став первым игроком в истории дивизиона, лидировавшим в этих четырёх категориях одновременно. Спортсмен выиграл с командой за это время 97 игр при 31 поражении и закончил свою карьеру в колледже вторым по блок-шотам за всю историю NCAA, а также стал одним из десяти игроков, набравших более 2000 очков и сделавших более 1000 подборов за студенческую карьеру. Данкан стал первым игроком в истории NCAA, набравшим 1500 очков, 1000 подборов, 400 блок-шотов и 200 передач. Он покинул колледж в качестве лучшего блокирующего в истории конференции с 481 блок-шотом и вторым по блокированным броскам за всю историю NCAA после Эдонала Фойла. Кроме того, игрок стал третьим по подборам (1570) в конференции за всю её историю. В итоге Тим Данкан, получив диплом, решил выставить свою кандидатуру на драфте НБА 1997 года.

### Башни Близнецы (1997—2003)

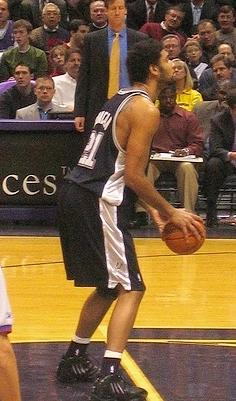
Данкан исполняет штрафной бросок

В 1997 году на драфте НБА Данкана под первым пиком выбирает команда «Сан-Антонио Спёрс». В сезоне 1996-1997 многие игроки команды пропускали большое количество игр из-за травм. Их лидер Дэвид Робинсон, сам первый номер драфта 1987 года, был травмирован большую часть сезона, а команда завершила сезон с 20 победами при 62 поражениях. Однако уже в грядущем сезоне «Спёрс» рассматривали как потенциальную угрозу для фаворитов лиги. С опытным центровым в лице Робинсона и первым номером драфта Данканом команда обладала одной из лучших передних линий в НБА. Данкан и Робинсон стали известны как «Башни Близнецы», заработав такое прозвище за свою невероятную защиту под кольцом, заставляя противников совершать броски с меньшим процентом попаданий с более дальней дистанции. С момента своего появления в НБА Данкан показал себя высококлассным игроком. Так во второй своей игре в карьере на выезде против «Чикаго Буллз» Тим собрал 22 подбора, играя против Денниса Родмана, многократного лидера НБА по подборам и обладателя приза лучшего оборонительного игрока года. В 1998 году Данкан был выбран тренерами для участия в матче всех звёзд НБА. В своём первом сезоне в НБА Данкан оправдал возлагавшиеся на него надежды первого номера драфта, сыграв в стартовой пятёрке все 82 матча регулярного чемпионата, набирая в среднем за игру 21,1 очка, 11,9 подборов, 2,7 передач и 2,5 блок-шота. Игра в защите гарантировала Данкану попадание во вторую пятёрку сборной всех звёзд защиты НБА. Он также завоевал приз новичка года. Тренер «Спёрс» Грегг Попович хвалил Данкана за его моральные качества, заявляя, что: «поведение новичка было просто выдающимся», и что Данкан «никогда не бывает слишком подавленным или расслабленным». Подобные слова говорил и Робинсон: «Я горжусь его отношением к делу и усилиями, которые он прилагает, чтобы стать высококлассным игроком».
«Спёрс» заняли пятое место в своей конференции по итогам регулярного чемпионата, что позволило им участвовать в играх плей-офф 1998 года. Первая же игра на вылет против команды «Финикс Санз» поначалу складывалась для Данкана неудачно. Видя это, тренер «Санз» Дэнни Эйндж дал указание своим игрокам меньше играть с новичком в защите, переключившись на других соперников. Ответом Данкана стали 32 очка и 10 подборов в первой игре и 16 очков и 10 подборов во второй. Во многом благодаря молодому центровому «Спёрс» выиграли серию у «Финикса» со счётом 3-1. Однако, уже в следующем раунде «Сан-Антонио» уступили будущим чемпионам Западной конференции команде «Юта Джаз». Данкану пришлось играть против Карла Мэлоуна, тяжёлого форварда, позже занесённого в Зал славы баскетбола. Тим превзошёл Мэлоуна по очкам в первых двух играх серии, но, тем не менее, «Спёрс» обе встречи проиграли. И уже в последующих матчах серии Мэлоун «задавил» молодого игрока в защите и превзошёл в нападении, набирая 18, 34 и 24 очка в играх с 3-й по 5-ю (против 10, 22 и 14 очков Данкана соответственно).
В укороченном из-за локаута сезоне 1998-1999 «Спёрс» показали слабый старт с показателями 6-8, и на Попповича сразу повалился шквал критики. Однако, лидеры команды, Робинсон и Данкан, поддержали тренера и выдали после этого замечательный отрезок, победив 31 раз при пяти поражениях. Второгодка набирал в регулярном чемпионате 21,7 очков, 11,4 подборов, 2,4 передачи и 2,5 блок-шота в среднем за матч, попав и в сборную всех звёзд и в сборную всех звёзд защиты. В играх плей-офф НБА 1999 года в первом раунде «Сан-Антонио» обыграли «Миннесоту Тимбервулвз» 3-1, затем разгромили «Лос-Анджелес Лейкерс» и «Портленд Трэйл Блэйзерс» 4-0, и, наконец, в финале были разбиты «Нью-Йорк Никс» 4-1.На эту серию своего местного героя приехало поддержать большое количество поклонников с Виргинских островов, и они не оказались разочарованы в своих ожиданиях. В первых двух финальных играх «Башни Близнецы» превзошли своих оппонентов из «Никс», Криса Дадли и Ларри Джонсона, по всем показателям, набрав 41 очко, сделав 26 подборов и совершив 9 блок-шотов, против 5 очков, 12 подборов и 0 блок-шотов соперников. После поражения в третьей игре серии, в которой Данкан не набрал ни одного очка в третьей четверти и совершил 3 потери в четвёртой, Тим принёс команде победу в четвёртой игре финала, набрав 28 очков и 18 подборов. В пятой игре при счёте 77-76 в пользу «Спёрс» за несколько секунд до окончания встречи владение мяча было у «Нью-Йорка». «Двойная защита» в исполнении Данкана и Робинсона вынудила свингмэна «Никс» Лэтрелла Спрюэлла промахнуться, и «Спёрс» победили. Уверенная игра Данкана как в пятой игре (31 очко и 9 подборов), так и во всей финальной серии обеспечила ему звание MVP финала, а его команде первое в истории чемпионство. После финала журнал Sports Illustrated написал, что «Спёрс» больше не известны как «растяпы из Сан-Антонио». Также издание выразило восхищение MVP финала Данкану, который позже отметил: «Это что-то невероятное. Мы до конца концентрировались на нашей победе и вырвали её». А позже Грегг Поппович сказал тренеру проигравшей команды Джеффу Ван Ганди: «У меня есть Тим (Данкан), а у тебя нет. Вот и вся разница».
В сезоне 1999-2000 Данкан только подтвердил свою репутацию. Он набирал 23,2 очка, 12,4 подборов, 3,2 передачи и 2,2 блок-шота в среднем за матч, заработав своей игрой второе попадание в команду всех звёзд и в команду всех звёзд защиты, а также был выбран MVP матча всех звёзд НБА совместно с Шакилом О’Нилом. Тем не менее, «Спёрс» провели очень неудачный для себя сезон. Незадолго до окончания регулярного чемпионата Данкан травмировал мениск и не смог принять участия ни в одном матче плей-офф. Во многом из-за этого «Спёрс» вылетели в первом раунде, проиграв «Финиксу» 3-1. Но уже в следующем сезоне 2000-2001 Данкан и «Сан-Антонио» показали себя с самой лучшей стороны. 22,2 очка, 12,2 подбора, 3,0 передачи и 2,3 блок-шота в среднем за игру принесли игроку очередные вызовы в первые пятёрки команд всех звёзд НБА и всех звёзд защиты НБА. В играх плей-офф 2001 «Спёрс» сначала выбили «Миннесоту» 3-1, затем победили «Даллас Маверикс» 4-1, но проиграли четыре встречи подряд в финале конференции команде «Лос-Анджелес Лэйкерс», ведомой Шакилом О’Нилом и Коби Брайантом.
После двух последовательных неудач в плей-офф Данкан в сезоне 2001-2002 провёл один из лучших для себя чемпионатов. Он показал лучшие результаты в карьере по очкам (25,5), подборам (12,7), передачам (3,7) и блок-шотам (2,5) в среднем за игру. Вдобавок игрок лидировал в лиге по количеству бросков с игры (764), по штрафным броскам (560), а также по подборам (1042). Вкупе с очередными попаданиями в первые пятёрки команд всех звёзд и всех звёзд защиты НБА Данкан был назван MVP лиги, став только вторым игроком в истории «Сан-Антонио Спёрс» после Дэвида Робинсона, удостоенным такой награды. Вместе с тем, команда столкнулась с проблемой Робинсона. Дело в том, что ветеран больше был не в состоянии показывать высокий уровень мастерства на длительном промежутке времени, и всё чаще приходилось использовать запасного центрового Малика Роуза. В играх плей-офф 2002 «Лос-Анджелес Лэйкерс» по всем статьям переиграли команду из Сан-Антонио. Команда Данкана уступила 4-1 в серии будущим чемпионам при полном доминировании центрового «Озёрников» Шакила О’Нила. Данкан, набравший 34 очка и рекордные в истории франчайза 25 подборов в пятой игре, находился в полнейшей фрустрации. Тем не менее, сайт Espn.go.com охарактеризовал игру Данкана как «феноменальную» и раскритиковал его партнёров по команде, указывая что «Данкан забил 11 из 23 бросков с игры и 12 из 14 штрафных, добавив к этому 4 передачи и 2 блок-шота, и в очередной раз не получил должной поддержки». Также Робинсон отметил, что «Лэйкерс» были просто сильнее, как и в предыдущей их встрече в плей-офф.

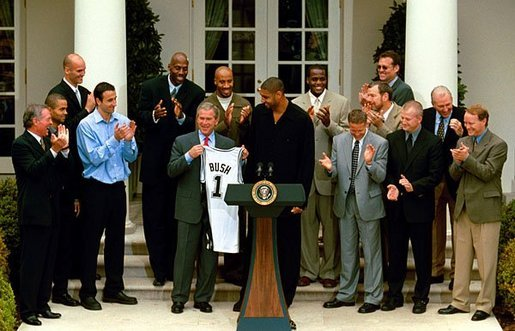
Тим с командой на приёме в Белом доме по случаю победы в чемпионате 2003

Сезон 2002-2003 показал, что Данкан не собирается останавливаться на достигнутом. Игрок набирал в среднем 23,3 очка и показал лучшие показатели в карьере по подборам, передачам и блок-шотам в среднем за игру (12,9, 3,9 и 2,9 соответственно). По итогам чемпионата Данкан опять попал в команды всех звёзд и всех звёзд защиты НБА. Всё это в итоге привело ко второй награде MVP лиги. Вместе с тем, в возрасте 38 лет Дэвид Робинсон объявил об окончании карьеры после сезона, и Поппович урезал его игровое время в играх регулярного чемпионата, чтобы сохранить его силы на плей-офф. «Спёрс» легко попали в плей-офф 2003, заняв первое место в конференции с показателями 60-22. Хотя у «Сан-Антонио» теперь было 2 новых высококлассных атакующих игрока в лице Тони Паркера и Ману Джинобили, во время плей-офф именно Данкан внёс решающий вклад в победу в полуфинальной серии против «Лэйкерс». В этих матчах Тим, которому противостоял форвард Роберт Орри, полностью доминировал на паркете. Шестую игру серии Данкан завершил с 37 очками и 16 подборами, позволив тренеру «Спёрс» Греггу Попповичу взять тайм-аут за 2:26 до окончания встречи, в котором он попросил игроков не слишком сильно праздновать победу. «Спёрс» с лихвой сделали это после шестой финальной игры против «Нью-Джерси Нетс». Таким образом, команда «Сан-Антонио Спёрс» завоевала своё второе в истории чемпионство. При помощи Робинсона Данкан почти сделал квадрупл-дабл в финальной игре и был назван MVP финала. Данкан так говорил о победе: «Все мы были уверены, что это произойдёт, что мы хотим повернуть игру в нашу сторону, и это произошло», но был огорчён уходом Робинсона после завоевания им второго чемпионского перстня. Из-за впечатляющей игры в составе «Спёрс» Данкан и Робинсон были названы журналом Sports Illustrated «спортсменами года».

### Лидеркоманды(2003—2007)
Перед началом сезона 2003-2004 «Спёрс» потеряли своего многолетнего капитана Дэвида Робинсона, завершившего карьеру. Взвалив на себя бремя лидерства, Данкан повёл за собой основательно изменившуюся команду, в которой нашлось место словенскому центровому Рашо Нестеровичу, корифею игры в обороне Брюсу Боуэну, аргентинскому атакующему защитнику Ману Джинобили и молодому французскому разыгрывающему Тони Паркеру. Со скамейки команде в любой момент могли помочь тяжёлый форвард Роберт Орри, турецкий универсал Хедо Туркоглу и ветераны Малик Роуз и Кевин Уиллис. Обращаясь потом к этому периоду, Робинсон говорил, что Данкану потребовалось некоторое время, чтобы по-настоящему раскрыть свои лидерские качества. Хотя статистически Данкан провёл очередной классный сезон, набирая 22,3 очка, 12,4 подборов, 3,1 передач и 2,7 блок-шотов в среднем за игру. Игрок довёл команду до полуфинала Западной конференции, где их ждала встреча с «Лос-Анджелес Лэйкерс». Начало серии прошло в равной борьбе (2-2 после четырёх игр), но в пятой игре произошёл переломный момент. В концовке Данкан великолепным броском вывел «Спёрс» вперёд на одно очко за 0,4 сек до окончания встречи. Но, несмотря на ничтожный остаток времени, разыгрывающий «Лэйкерс» Дерек Фишер успел забросить мяч в корзину вместе с сиреной, оповещающей об окончании встречи, и принёс победу свой команде. В итоге «Спёрс» проиграли серию 4-2, а Данкан отметил мощную защиту соперника как одну из причин поражения.

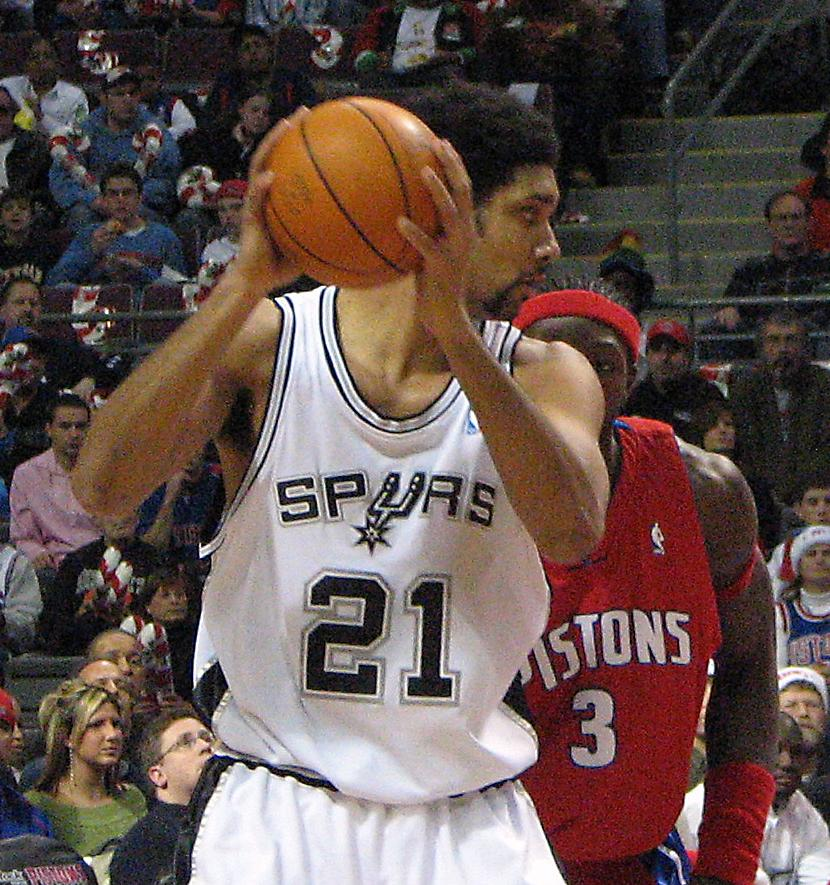
Данкан против Бена Уоллеса

Данкан и его «Спёрс» вновь заявили о себе во время следующего сезона 2004-2005. Несмотря на небольшой спад в игре нового капитана (20,3 очков, 11,1 подборов, 2,7 передачи и 2,6 блок-шота в среднем за игру), «Спёрс» заняли второе место в своей конференции, выиграв 59 встреч. В первом раунде плей-офф «Сан-Антонио» выбили «Денвер Наггетс» со счётом 4-1 и в полуфинале встретились с командой «Сиэтл Суперсоникс». После ничьи (2-2) в первых четырёх матчах Данкан помог команде одержать две решающие победы и выйти в финал конференции, где им противостоял «Финикс Санз», известный своим скоростным баскетболом. «Спёрс» разгромили соперников их собственным оружием 4-1 и вышли в финал, где их ждал «Детройт Пистонс». В финальной серии Данкану противостоял неоднократный обладатель приза «лучшему оборонительному игроку НБА», мистер «Биг Бен», Бен Уоллес. После первых двух игр, в которых «Спёрс» одержали убедительные победы, «Пистонс» стали применять на Данкане двойную опеку и вынудили его играть вдали от кольца. В итоге, в следующих четырёх играх «Детройт» выиграл 3 раза при одном поражении, и в серии установилось равенство 3-3. Но в седьмой решающей игре финала Данкан был неудержим: его 25 очков и 11 подборов принесли команде победу как в матче, так и в серии. Вместе с третьим чемпионским перстнем Данкан завоевал свою третью награду MVP финала, став в один ряд с такими игроками, как Майкл Джордан, Мэджик Джонсон и Шакил О’Нил.
Большую часть сезона 2005-2006 Данкан страдал из-за плантарного фасциита. Это стало одной из причин снижения его статистических показателей (18,6 очков, 11,0 подборов, 3,2 передачи и 2,0 блок-шота в среднем за игру) и непопадания в команду всех звёзд НБА впервые за 9 лет. Форвард набрал форму к серии плей-офф против «Даллас Маверикс», в которой Данкан превзошёл по средним очкам за игру (32,2 к 27,1) лидера соперников, немецкого форварда Дирка Новицки. В этой серии ни Новицки, ни центровой «Маверикс» Эрик Дампьер не могли остановить Данкана в игре один-на-один. Но после ничьи в первых шести матчах серии именно Данкан стал антигероем седьмой решающей встречи. Несмотря на то, что лидер «Спёрс» набрал 39 очков в основное время матча и вынудил уйти с площадки раньше времени из-за перебора фолов Дампьера и Кита ван Хорна, его промахи в овертайме (лишь одно попадание из семи), где ему противостоял запасной центровой «Далласа» Десагана Диоп, привели к тому, что «Спёрс» проиграли.
Тем не менее, следующий сезон НБА 2006-2007 стал для Данкана и его команды триумфальным. Игрок набирал 20,0 очков, 10,6 подборов, 3,4 передачи и 2,4 блок-шота в среднем за игру и был выбран в команду всех звёзд НБА от западной конференции уже в 9-й раз. В первом раунде плей-офф 2007 Данкан помог «Спёрс» обыграть «Денвер Наггетс» 4-1. Во втором раунде был обыгран «Финикс Санз» 4-2, а в финале конференции — «Юта Джаз» 4-1. В финале НБА команде противостоял Леброн Джеймс и его «Кливленд Кавальерс». «Спёрс» легко победили 4-0, завоевав четвёртое чемпионство в своей истории. Данкан объявил, что это чемпионство было «лучшим» из всех четырёх, но признал, что сыграл «не на должном уровне». Это подтвердилось на голосовании «самого ценного игрока финала НБА», где Данкан получил лишь один голос из десяти. Его коллеги были более благодарны Данкану: в частности, экс-одноклубник Дэвид Робинсон объявил время, за которое «Спёрс» завоевали все свои титулы, как «эра Данкана», а также отметил его лидерские качества. Грегг Попович также похвалил Данкана: «Тим — общий знаменатель. В разные годы его окружали совершенно разные игроки: и в 99-м, и в 03-м, и в 05-м. Он хорошо сходился со всеми. С ним так легко играется, его навыки настолько фундаментальны и прочны, что кажется, другие люди могут улучшать свою игру, просто находясь рядом с ним». Комиссар НБА Дэвид Стерн добавил: «Данкан — игрок на века. Я очень люблю теннис и считаю, что Пит Сампрас — один из великих теннисистов. Да, он не Андре Агасси или Джон Макинрой. Он просто один из величайших игроков в истории. Вы хватаетесь за великих игроков, как только находите их».

### Погоня за пятым чемпионством (2007—2014)

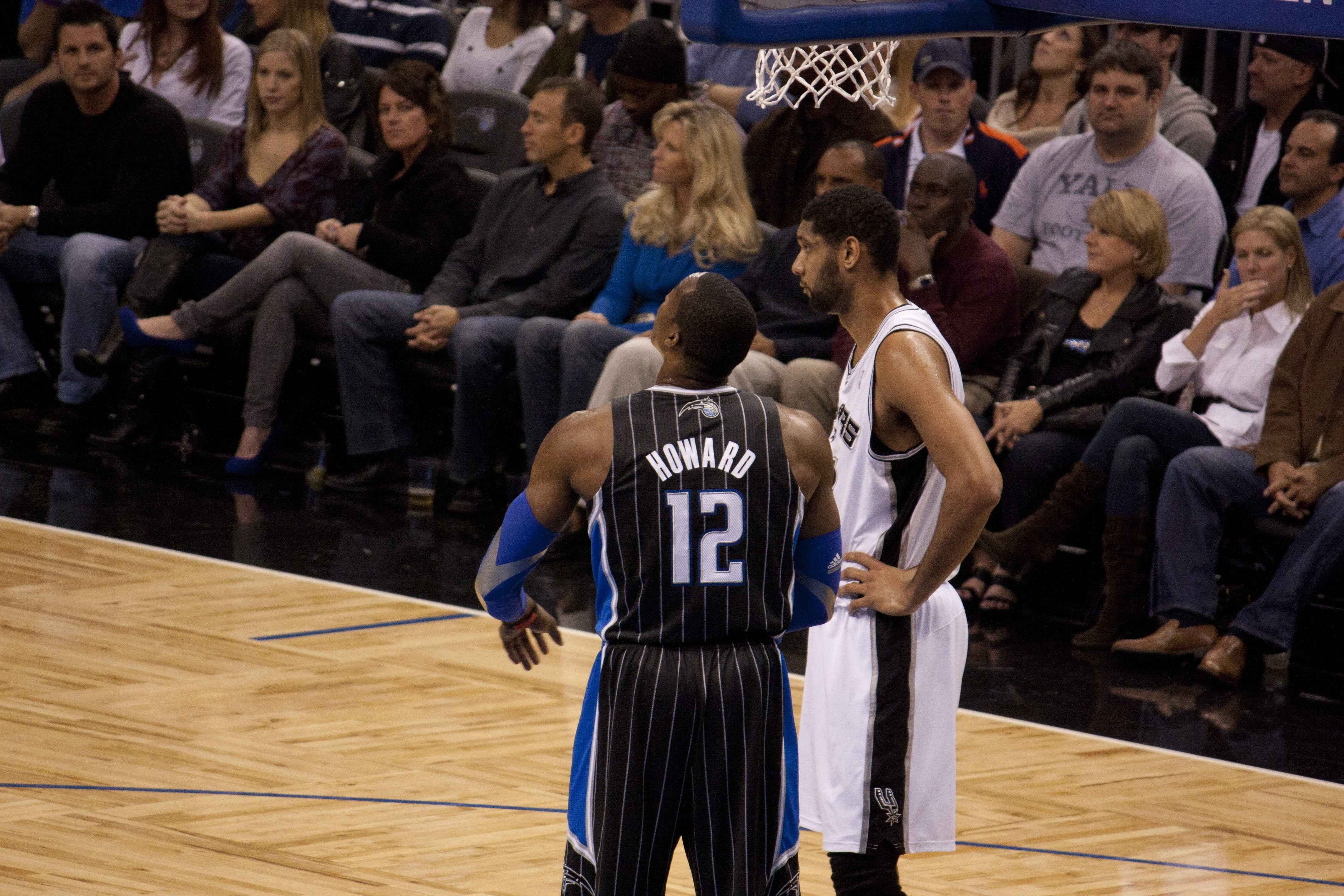
Данкан и Дуайт Ховард

Сезон 2007-2008 команда «Сан-Антонио» завершила с показателями 56-26, заняв в своей конференции третье место после «Лэйкерс» и «Нью-Орлеан Хорнетс». Данкан принял участие в 78 матчах регулярного чемпионата и набирал привычные для себя 20/10 за игру. В первом раунде плей-офф соперником «Спёрс» стал «Финикс Санз». «Санз», проигравшие «Сан-Антонио» в трёх из четырёх последних их встречах в плей-офф, были полны решимости взять реванш, тем более команда укрепилась четырёхкратным чемпионом НБА Шакилом О’Нилом. Но уже в первой игре Данкан задал тон этой серии, набрав 40 очков и забросив редкий для себя трёхочковый, который перевёл игру во второй овертайм. Трио в составе Данкана, Джинобили и Паркера продолжало играть на пике формы всю оставшуюся серию, и «Спёрс» выбили «Санз» в пяти матчах. В первой игре следующего раунда против ведомого Крисом Полом «Нью-Орлеана» «Спёрс» проиграли 101-82, а Данкан провёл одну из худших игр в плей-офф в карьере, набрав лишь 5 очков и сделав 3 подбора. «Сан-Антонио» уступили и во второй игре серии, но восстановили равновесие в третьей и четвёртой играх. В четвёртой игре Данкан был лучшим: его 22 очка, 15 подборов и 4 блок-шота принесли команде победу. В шестой игре Тим набрал 20 очков и 16 подборов, а в седьмой «Спёрс», благодаря большому опыту игры в плей-офф, вырвали победу в серии. Но в финале конференции «Лос-Анджелес Лэйкерс» легко победили «Сан-Антонио» в пяти матчах, и Данкан снова остановился в шаге от очередного чемпионства.
Данкан мощно начал сезон 2008-2009. Но в его середине у игрока произошёл спад, вызванный хроническими проблемами с подколенным сухожилием. Несмотря на проблемы Данкана и выбывшего на весь сезон Джинобили, команда попала в плей-офф, заняв третье место в своей конференции с показателями 54-28. И хоть в команде было много ветеранов (Брюсу Боуэну, Майклу Финли и Курту Томасу было далеко за 30), «Спёрс» продолжали считать одним из фаворитов чемпионата. Но усилий Данкана и Паркера не хватило, чтобы предотвратить разгром от «Даллас Маверикс» 4-1, и «Спёрс» вылетели в первом раунде плей-офф впервые с 2000 года.

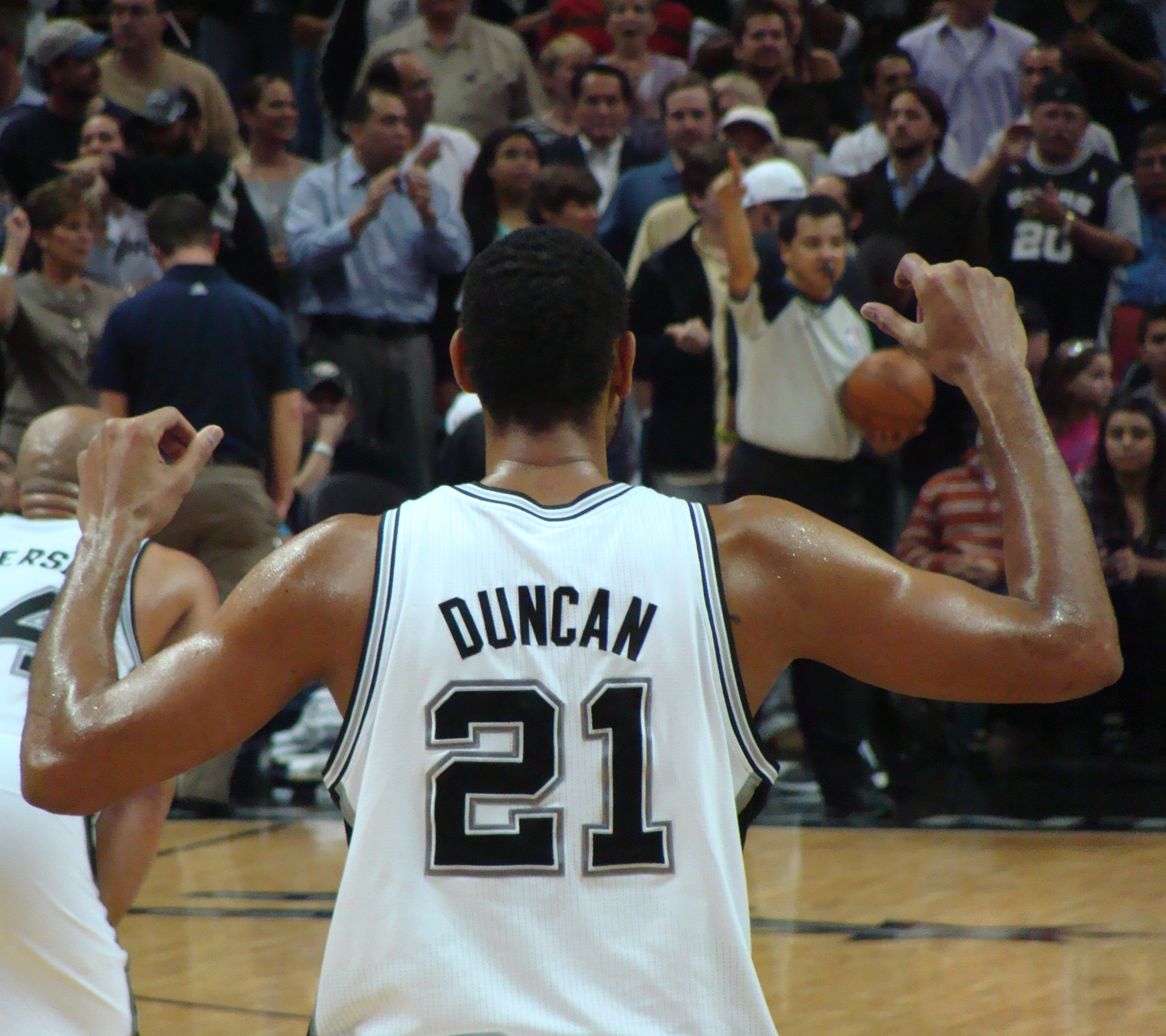
Тим Данкан

Перед началом следующего сезона «Спёрс» заметно изменили свой состав: в команду пришли Ричард Джефферсон, Тео Рэтлифф, Антонио Макдайесс, Деджуан Блэр и Кейт Боганз. Команда начала сезон неудачно: всего 5 побед в первых 11 встречах. Но уверенная игра Данкана позволила «Спёрс» сделать рывок 9-6 к концу ноября. Позже Тим был назван лучшим игроком Западной конференции последней недели ноября. Несмотря на свои 34 года, Данкан набирал 20 очков и 10 подборов в среднем за игру. 21 января 2010 года игрок был выбран в стартовую пятёрку матча всех звёзд НБА. «Спёрс» завершили сезон на седьмом месте в конференции и завоевали путёвку в плей-офф. В первом раунде они отомстили прошлогодним обидчикам из Далласа 4-2, но уже в следующем раунде завершили борьбу за чемпионство, проиграв «Финиксу» 4-0.
После первых одиннадцати игр нового сезона Данкан стал лучшим игроком «Сан-Антонио Спёрс» в истории по количеству игр и набранных очков. За это время «Спёрс» выдали 12-матчевую победную серию и стартовали с показателями 13-2. 30 ноября 2010 года Данкан записал на свой счёт третий трипл-дабл в карьере в матче против «Голден Стэйт Уорриорз». 12 дней спустя в игре против «Портленд Трэйл Блэйзерс» Данкан сыграл свою 1000-ную игру, став 94-м игроком в истории НБА, сумевшим достичь этого. За эту 1000 игр «Спёрс» победили в 707 из них при 293 поражениях. В том сезоне «Сан-Антонио» показали один из десяти лучших стартов в истории НБА: после 33 игр на счету команды было всего 4 поражения. И хотя Данкан показывал худшие в карьере статистические показатели, «Спёрс» закончили сезон на первом месте в Западной конференции и на втором после «Чикаго» во всей лиге. Но, несмотря на столь удачный сезон (61-21), команда неожиданно уступила в первом раунде плей-офф «Мемфис Гриззлис» 4-2.
В сезоне 2011/2012 годов «Спёрс» снова заняли первое место в Западной конференции. В регулярном чемпионате (в котором из-за локаута было проведено лишь 66 игр вместо 82) команда поделила первое место в лиге по количеству побед (50) вместе с «Чикаго Буллс». Статистические показатели 36-летнего Данкана оказались в целом на уровне прошлого сезона (15,4 очков, 9,0 подборов и 1,5 блок-шота в среднем за игру). В плей-офф ведущее трио команды Данкан-Джинобили-Паркер выглядело заметно отдохнувшим и выдало 10-матчевую победную серию, разгромив в первых раундах «Юту Джаз» и «Лос-Анджелес Клипперс». В финале конференции «Сан-Антонио» противостояла «Оклахома-Сити Тандер» со своей тройкой лидеров: самым результативным игроком регулярного чемпионата 2011/2012 годов Кевином Дюрантом, один из лучших снайперов сезона разыгрывающим Расселом Уэстбруком и лучшим шестым игроком НБА сезона 2011/2012 годов Джеймсом Харденом. 31 мая 2012 года Тим установил рекорд лиги по количеству блок-шотов в матчах плей-офф. В третьем поединке финала Западной конференции против «Оклахомы» он довёл общее число заблокированных бросков до 477, опередив по этому показателю легендарного Карима Абдул-Джаббара. Но после побед в первых двух матчах «Спёрс» в итоге проиграли серию 4—2.
10 июля 2012 года 36-летний Данкан договорился о подписании нового трёхлетнего контракта с «Сан-Антонио» на сумму 30 млн $.
В сезоне 2012/2013 года «Спёрс» прошли до финала лиги, но уступили действующему чемпиону «Майами Хит» (счёт серии 3:4).
В сезоне 2013/2014 года «Спёрс» опять прошли в финал лиги и взяли реванш за поражение прошлогодней давности, победив тот же «Майами Хит» (счёт серии 4:1). Данкан же установил рекорды лиги по общей продолжительности проведённого игрового времени и количеству сделанных дабл-даблов в играх плей-офф.
11 июля 2016 года Данкан объявил о завершении профессиональной карьеры. В декабре 2016 года «Спёрс» вывели из обращения его игровой номер (№ 21).

## Национальная сборная
В 1998 году Данкан был призван в национальную сборную США для участия на чемпионате мира. Однако, из-за локаута было принято решение о расформировании этой команды и наборе новой из игроков, представляющих КБА и местные колледжи. Первый шанс сыграть за сборную представился в 1999, когда Данкан получил вызов на отборочные матчи к Олимпийским играм. Он набирал 12,7 очков, 9,1 подборов и 2,4 блок-шота в среднем за игру и помог команде одержать в квалификации 10 побед в 10 матчах. Но принять участие на Олимпиаде в Сиднее Данкану было не суждено: травма колена заставила его отказаться.
В 2003 Данкан также был в составе сборной, которая одержала десять побед и пробилась на Олимпийские игры в Афинах. Тим начинал все матчи в старте, набирая в среднем за игру 15,6 очков, 8,0 подборов, 1,56 блок-шота и показывая точность более 60 % попаданий с игры. Сборная же уступила за турнир трижды и смогла завоевать только бронзовые медали. Команда проиграла за этот турнир больше, чем за предыдущие 68 лет вместе взятых. Это также был первый случай в истории, когда профессиональные игроки НБА вернулись домой без олимпийского золота. После неудачи Данкан принял решение завершить свою международную карьеру. Всего Данкан провёл за национальную команду 40 матчей.

## Игровой профиль
Данкан начинал свою карьеру на позиции тяжёлого форварда, но также мог играть и центровым. Набирая в среднем за карьеру дабл-дабл (очки и подборы), Данкан считается одним из самых стабильных игроков НБА. Он завоёвывал награды каждый сезон, начиная с дебютного 1998 года, а также постоянно находился в числе кандидатов на звания самого ценного игрока НБА и лучшего оборонительного игрока НБА. Рассматриваясь как один из лучших защищающихся игроков лиги, Данкан постоянно занимал верхние места в рейтингах лучших по набранным очкам, подборам и блок-шотам. Его главным недостатком остаётся реализация штрафных бросков, где его процент попадания остаётся на уровне менее 70.
Кроме выдающихся статистических показателей, показанных игроком на протяжении всей карьеры, Данкан приобрёл устойчивую репутацию игрока решающих минут и игрока, не теряющего самообладание в самые напряжённые моменты. Свидетельством этого являются три награды самого ценного игрока финала НБА и то, что статистика Данкана в плей-офф лучше, чем в регулярном чемпионате. Одиннадцатикратный чемпион НБА Билл Расселл хвалил игрока за способность отдать пас и оценивал его, как одного из лучших игроков своего поколения. Это мнение разделял и 19-кратный участник матчей всех звёзд НБА Карим Абдул-Джаббар. Многие баскетбольные эксперты называют Данкана одним из величайших тяжёлых форвардов в истории НБА, хотя и главный тренер команды, и Джинобили с Паркером много сделали для успехов «Сан-Антонио». Критики Данкана присвоили ему прозвище «скучный» из-за его неэффектного, простого стиля игры. После завоевания им первого чемпионского перстня в 1999 году журнал «Sports Illustrated» описал Данкана как «скучного, тихого MVP». Эта характеристика используется и по сегодняшние дни.

### Награды

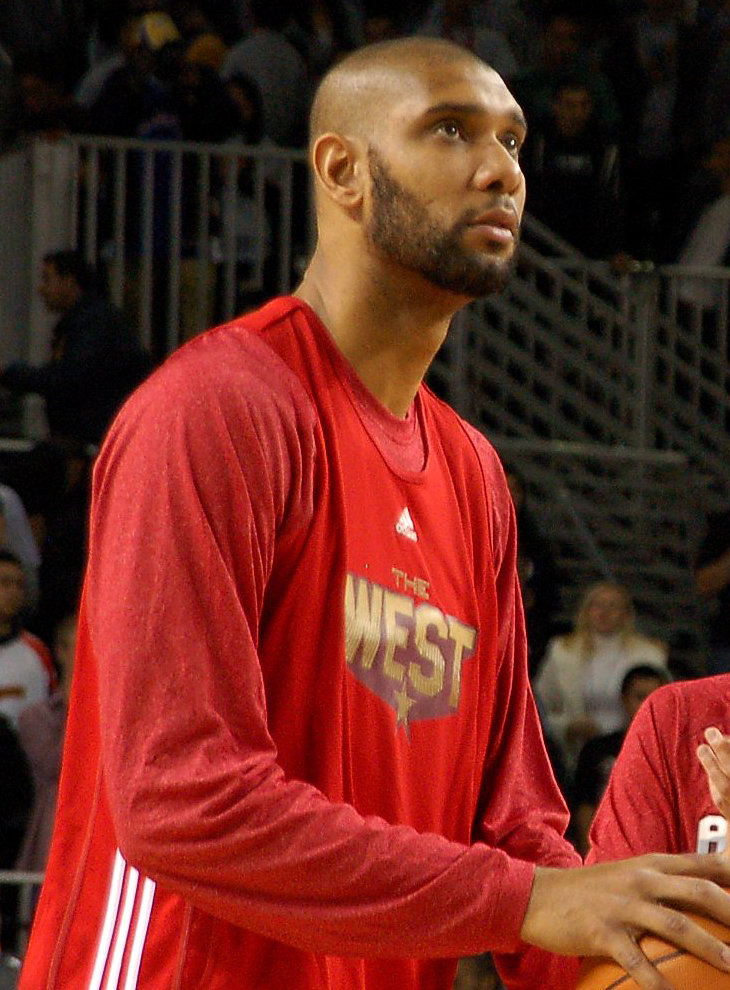
Данкан на Матче всех звёзд НБА 2011 года

За свою карьеру Данкан собрал большое количество разнообразных индивидуальных и командных наград, включая 2 награды MVP (2002, 2003), 5 чемпионских титулов НБА (1999, 2003, 2005, 2007, 2014) и 3 награды MVP финала НБА (1999, 2003, 2005). Во время учёбы в колледже он получал награду от палаты представителей США, назывался атлетом года конференции Атлантического побережья, завоёвывал награду имени Джона Вудена и был выбран лучшим игроком года среди студентов (все награды были получены в 1997 году). В свой дебютный год в НБА (1998) Данкан был назван новичком года и получил вызов в команду новичков НБА. За свою карьеру игрок 13 раз призывался в команду всех звёзд НБА и 13 раз в команду всех звёзд защиты НБА. Данкан выбирался в команду всех звёзд НБА 8 дебютных сезонов подряд, став одним из четырёх баскетболистов, кому это удавалось. Тим стал в один ряд со внесёнными в Зал славы НБА легендами: Бобом Петтитом, Ларри Бёрдом и Оскаром Робертсоном. Кроме того, Данкан является единственным игроком в истории НБА, который получал награды всех звёзд и всех звёзд защиты НБА 13 раз подряд (с сезона 1997-98 по сезон 2009-10).
Также Данкан был назван ассоциацией профессиональных баскетбольных исследований одним из «100 величайших баскетболистов-профессионалов XX века». В сезоне 2001-02 он получил награду от IBM и приз MVP по версии журнала «The Sporting News». 18 февраля 2006 года Данкан был назван одним из «следующих 10 величайших игроков» в релизе, посвящённому десятой годовщине выбора списка «50 величайших игроков в истории НБА», который проводился телеканалом TNT. Знаменитое издание «Sports Illustrated» назвало Данкана «игроком десятилетия».

## За пределами площадки
У Данкана есть две старшие сестры Шерил и Триша. Как и их младший брат они занимались спортом: Шерил была пловчихой неплохого уровня, но потом решила стать медсестрой, а Триша даже выступала за сборную Американских Виргинских островов по плаванию на Олимпийских играх 1988 в Сеуле. В 2001 году у Тима состоялась свадьба с Эми, а летом 2005 года их ждало приятное событие: у них родилась девочка, которую назвали Сидни. В 2007 году в их семье появился на свет второй ребёнок, на этот раз мальчик. Эми вместе с Тимом основали «Фонд Тима Данкана», который осуществляет свою деятельность в областях исследования медицины и образования, а также развитии детского спорта в Сан-Антонио, в Уинстон-Сейлеме и на Американских Виргинских островах. С 2001 по 2002 годы этот фонд собрал более 350000$ для борьбы с раком груди и раком простаты. Капитан «Спёрс» также поддерживает центр детей-сирот, детский центр в Сан-Антонио и центр исследования и терапии раковых образований.
Сам Данкан сравнивает себя с Уиллом Хантингом из фильма «Умница Уилл Хантинг»: «Я более высокая, но менее взрывная версия героя, которого сыграл Мэтт Деймон в этом фильме. Мне действительно нравится то, как он изучает людей и выявляет их недостатки, только задавая вопросы и оставляя диковинные комментарии». Среди своих близких друзей Тим отмечает бывшего партнёра Антонио Дэниелса, который как-то описал Данкана как весёлого, общительного, но слегка упрямого человека.
Кроме того Данкан любит регулярно проводимые в США фестивали в стиле эпохи Возрождения, а также является поклонником ролевой игры Dungeons & Dragons. Будучи заядлым игроком в видео игры, Данкан признаётся, что получает удовольствие, играя «самим собой» в различных баскетбольных симуляторах. Также Тим говорил, что будь у него шанс, он хотел бы сыграть один-на-один с легендами НБА Уилтом Чемберленом или Каримом Абдул-Джаббаром.

## Статистика

### Статистика в НБА
| Сезон                                                                                    | Команда     | Регулярный сезон | Регулярный сезон | Регулярный сезон | Регулярный сезон | Регулярный сезон | Регулярный сезон | Регулярный сезон | Регулярный сезон | Регулярный сезон | Регулярный сезон | Регулярный сезон | Серия плей-офф | Серия плей-офф | Серия плей-офф | Серия плей-офф | Серия плей-офф | Серия плей-офф | Серия плей-офф | Серия плей-офф | Серия плей-офф | Серия плей-офф | Серия плей-офф |
| Сезон                                                                                    | Команда     | GP               | GS               | MPG              | FG%              | 3P%              | FT%              | RPG              | APG              | SPG              | BPG              | PPG              | GP             | GS             | MPG            | FG%            | 3P%            | FT%            | RPG            | APG            | SPG            | BPG            | PPG            |
| ---------------------------------------------------------------------------------------- | ----------- | ---------------- | ---------------- | ---------------- | ---------------- | ---------------- | ---------------- | ---------------- | ---------------- | ---------------- | ---------------- | ---------------- | -------------- | -------------- | -------------- | -------------- | -------------- | -------------- | -------------- | -------------- | -------------- | -------------- | -------------- |
| 1997/98                                                                                  | Сан-Антонио | 82               | 82               | 39,1             | 54,9             | 0,0              | 66,2             | 11,9             | 2,7              | 0,7              | 2,5              | 21,1             | 9              | 9              | 41,6           | 52,1           | 0,0            | 66,7           | 9,0            | 1,9            | 0,6            | 2,6            | 20,7           |
| 1998/99                                                                                  | Сан-Антонио | 50               | 50               | 39,3             | 49,5             | 14,3             | 69,0             | 11,4             | 2,4              | 0,9              | 2,5              | 21,7             | 17             | 17             | 43,1           | 51,1           | 0,0            | 74,8           | 11,5           | 2,8            | 0,8            | 2,6            | 23,2           |
| 1999/00                                                                                  | Сан-Антонио | 74               | 74               | 38,9             | 49,0             | 9,1              | 76,1             | 12,4             | 3,2              | 0,9              | 2,2              | 23,2             | Не участвовал  | Не участвовал  | Не участвовал  | Не участвовал  | Не участвовал  | Не участвовал  | Не участвовал  | Не участвовал  | Не участвовал  | Не участвовал  | Не участвовал  |
| 2000/01                                                                                  | Сан-Антонио | 82               | 82               | 38,7             | 49,9             | 25,9             | 61,8             | 12,2             | 3,0              | 0,9              | 2,3              | 22,2             | 13             | 13             | 40,5           | 48,8           | 100,0          | 63,9           | 14,5           | 3,8            | 1,1            | 2,7            | 24,4           |
| 2001/02                                                                                  | Сан-Антонио | 82               | 82               | 40,6             | 50,8             | 10,0             | 79,9             | 12,7             | 3,7              | 0,7              | 2,5              | 25,5             | 9              | 9              | 42,2           | 45,3           | 33,3           | 82,2           | 14,4           | 5,0            | 0,7            | 4,3            | 27,6           |
| 2002/03                                                                                  | Сан-Антонио | 81               | 81               | 39,3             | 51,3             | 27,3             | 71,0             | 12,9             | 3,9              | 0,7              | 2,9              | 23,3             | 24             | 24             | 42,5           | 52,9           | 0,0            | 67,7           | 15,4           | 5,3            | 0,6            | 3,3            | 24,7           |
| 2003/04                                                                                  | Сан-Антонио | 69               | 68               | 36,6             | 50,1             | 16,7             | 59,9             | 12,4             | 3,1              | 0,9              | 2,7              | 22,3             | 10             | 10             | 40,5           | 52,2           | 0,0            | 63,2           | 11,3           | 3,2            | 0,8            | 2,0            | 22,1           |
| 2004/05                                                                                  | Сан-Антонио | 66               | 66               | 33,4             | 49,6             | 33,3             | 67,0             | 11,1             | 2,7              | 0,7              | 2,6              | 20,3             | 23             | 23             | 37,8           | 46,4           | 20,0           | 71,7           | 12,4           | 2,7            | 0,3            | 2,3            | 23,6           |
| 2005/06                                                                                  | Сан-Антонио | 80               | 80               | 34,8             | 48,4             | 40,0             | 62,9             | 11,0             | 3,2              | 0,9              | 2,0              | 18,6             | 13             | 13             | 37,9           | 57,3           | 0,0            | 71,8           | 10,5           | 3,3            | 0,8            | 1,9            | 25,8           |
| 2006/07                                                                                  | Сан-Антонио | 80               | 80               | 34,1             | 54,6             | 11,1             | 63,7             | 10,6             | 3,4              | 0,8              | 2,4              | 20,0             | 20             | 20             | 36,8           | 52,1           | -              | 64,4           | 11,5           | 3,3            | 0,7            | 3,1            | 22,2           |
| 2007/08                                                                                  | Сан-Антонио | 78               | 78               | 34,0             | 49,7             | 0,0              | 73,0             | 11,3             | 2,8              | 0,7              | 1,9              | 19,3             | 17             | 17             | 39,2           | 44,9           | 20,0           | 62,6           | 14,5           | 3,3            | 0,9            | 2,1            | 20,2           |
| 2008/09                                                                                  | Сан-Антонио | 75               | 75               | 33,6             | 50,4             | 0,0              | 69,2             | 10,7             | 3,5              | 0,5              | 1,7              | 19,3             | 5              | 5              | 32,7           | 53,2           | -              | 60,7           | 8,0            | 3,2            | 0,6            | 1,2            | 19,8           |
| 2009/10                                                                                  | Сан-Антонио | 78               | 77               | 31,3             | 51,8             | 18,2             | 72,5             | 10,1             | 3,2              | 0,6              | 1,5              | 17,9             | 10             | 10             | 37,3           | 52,0           | 50,0           | 47,8           | 9,9            | 2,6            | 0,8            | 1,7            | 19,0           |
| 2010/11                                                                                  | Сан-Антонио | 76               | 76               | 28,4             | 50,0             | 0,0              | 71,6             | 8,9              | 2,7              | 0,7              | 1,9              | 13,4             | 6              | 6              | 35,3           | 47,8           | -              | 62,5           | 10,5           | 2,7            | 0,5            | 2,5            | 12,7           |
| 2011/12                                                                                  | Сан-Антонио | 58               | 58               | 28,2             | 49,2             | 0,0              | 69,5             | 9,0              | 2,3              | 0,7              | 1,5              | 15,4             | 14             | 14             | 33,1           | 49,5           | 0,0            | 70,7           | 9,4            | 2,8            | 0,7            | 2,1            | 17,4           |
| 2012/13                                                                                  | Сан-Антонио | 69               | 69               | 30,1             | 50,2             | 28,6             | 81,7             | 9,9              | 2,7              | 0,7              | 2,7              | 17,8             | 21             | 21             | 35,0           | 47,0           | 0,0            | 80,6           | 10,2           | 1,9            | 0,9            | 1,6            | 18,1           |
| 2013/14                                                                                  | Сан-Антонио | 74               | 74               | 29,2             | 49,0             | 0,0              | 73,1             | 9,7              | 3,0              | 0,6              | 1,9              | 15,1             | 23             | 23             | 32,7           | 52,3           | 0,0            | 76,0           | 9,2            | 2,0            | 0,3            | 1,3            | 16,3           |
| 2014/15                                                                                  | Сан-Антонио | 77               | 77               | 28,9             | 51,2             | 28,6             | 74,0             | 9,1              | 3,0              | 0,8              | 2,0              | 13,9             | 7              | 7              | 35,7           | 58,9           | 0,0            | 55,9           | 11,1           | 3,3            | 1,3            | 1,4            | 17,9           |
| 2015/16                                                                                  | Сан-Антонио | 61               | 60               | 25,2             | 48,8             | 0,0              | 70,2             | 7,3              | 2,7              | 0,8              | 1,3              | 8,6              | 10             | 10             | 21,8           | 42,3           | -              | 71,4           | 4,8            | 1,4            | 0,2            | 1,3            | 5,9            |
|                                                                                          | Всего       | 1392             | 1389             | 34,0             | 50,6             | 17,9             | 69,6             | 10,8             | 3,0              | 0,7              | 2,2              | 19,0             | 251            | 251            | 37,3           | 50,1           | 14,3           | 68,9           | 11,4           | 3,0            | 0,7            | 2,3            | 20,6           |
| Наведите курсор мыши на аббревиатуры в заголовке таблицы, чтобы прочесть их расшифровку. |             |                  |                  |                  |                  |                  |                  |                  |                  |                  |                  |                  |                |                |                |                |                |                |                |                |                |                |                |

### Статистика в NCAA
| Сезон | Команда     | Conf  | Class | GP  | GS  | MPG  | FG%  | 3P%   | FT%  | RPG  | APG | SPG | BPG | PPG  |
| --- | ----------- | ----- | ----- | --- | --- | ---- | ---- | ----- | ---- | ---- | --- | --- | --- | ---- |
| 1993/94 | Уэйк-Форест | ACC   | FR    | 33  | 32  | 30,2 | 54,5 | 100,0 | 74,5 | 9,6  | 0,9 | 0,4 | 3,8 | 9,8  |
| 1994/95 | Уэйк-Форест | ACC   | SO    | 32  | 32  | 36,5 | 59,1 | 42,9  | 74,2 | 12,5 | 2,1 | 0,4 | 4,2 | 16,8 |
| 1995/96 | Уэйк-Форест | ACC   | JR    | 32  | 32  | 37,2 | 55,5 | 30,4  | 68,7 | 12,3 | 2,9 | 0,7 | 3,8 | 19,1 |
| 1996/97 | Уэйк-Форест | ACC   | SR    | 31  | 31  | 36,7 | 60,8 | 27,3  | 63,6 | 14,7 | 3,2 | 0,7 | 3,3 | 20,8 |
| Всего | Всего       | Всего | Всего | 128 | 127 | 35,1 | 57,7 | 32,1  | 68,9 | 12,3 | 2,3 | 0,5 | 3,8 | 16,5 |
| Наведите курсор мыши на аббревиатуры в заголовке таблицы, чтобы прочесть их расшифровку Статистика приведена с сайта sports-reference.com |             |       |       |     |     |      |      |       |      |      |     |     |     |      |

## См.также
- «Большое трио»